# Charles Mauricheau-Beaupré
Pour les articles homonymes, voir Beaupré.
Charles Mauricheau-Beaupré, né le 21 août 1889 à Paris et mort le 26 avril 1953 à Moncton, province du Nouveau-Brunswick (Canada), est un historien d'art et conservateur de musée français.
De 1941 à sa mort, il est conservateur en chef des musées nationaux de Versailles et des Trianons.

## Biographie
Issu d'une grande famille poitevine, Jules Claude Marie Bienvenu Charles Mauricheau-Beaupré fait ses études à l'école du Louvre. Il y est nommé professeur en 1929 et y enseigne ensuite jusqu'à sa mort, occupant la chaire d'art décoratif moderne.
Auparavant, il est entré comme jeune attaché au château de Versailles alors que Pierre de Nolhac en est toujours l'éminent conservateur en chef. Il y effectue sa carrière sous la houlette des conservateurs qui suivent, André Pératé, Gaston Brière et Pierre Ladoué, devenant lui-même conservateur adjoint en 1929. En 1941, en pleine Occupation et à la suite du départ précipité de Pierre Ladoué, il est nommé conservateur en chef.
Charles Mauricheau-Beaupré met cette situation de guerre à profit. Dans un Versailles entièrement vidé de toutes ses collections (elles ont été évacués vers des sites sûrs en province,), le château et le parc étant par ailleurs fermé au public, il a tout le temps et la liberté pour mettre au point un vaste plan de réorganisation des collections. Prévoyant l'avenir, il envisage le retour au domaine des Écuries et du Grand Commun, projet qui finira par se réaliser plus d'un demi-siècle après sa mort. Le plan de réorganisation de Charles Mauricheau-Beaupré a été repris par ses successeurs et il est toujours sensible aujourd'hui.
Pendant la guerre et dès après la reddition de l'Allemagne nazie, il initie à Versailles une série d'opérations majeures dont les conservateurs ultérieurs, notamment Gérald Van der Kemp, pourront bénéficier. Parmi ces actions notables :
- Le début de restitution de la chambre de la Reine.

En 1941, dépouillée de ses boiseries d'époque, balustrade, portes, dessus de portes et cheminée depuis la Révolution et Louis-Philippe, la chambre n'était ornée que de trois tapisseries (L'Histoire d'Esther) et de portraits de reines. Charles Mauricheau-Beaupré y réinstalle boiseries et cheminée. Il fait commencer à tisser en 1946 par les soyeux lyonnais, le « grand broché de la Reine », fastueuse étoffe en gros de Tours broché fond blanc à bordures de fleurs roses et lilas, sur fond carrelé vert pomme (dessin attribué à Jean-François Bony). C'est ce tissu qui tapisse l'alcôve de la chambre et son baldaquin aujourd'hui.
- La restauration des plafonds des grands Appartements.

Le 6 mars 1942, le plafond de Coypel dans la salle des Gardes de la reine s'effondre. Conscient de l'urgence, Charles Mauricheau-Beaupré mène une étude dès le 5 mai suivant avec l'architecte en chef André Japy, et entame aussitôt une vaste campagne de restauration des plafonds : salons de Mercure, de Mars, d'Apollon, de la Paix, de la Guerre, de la Grande Galerie. Commencée en 1943, la campagne s'achève après la mort de Mauricheau-Beaupré, avec la restauration prévue du salon d'Hercule (1954-1957).
- L'inauguration de la politique d'achats.

À son entrée en fonction, la subvention d'État couvre à peine les frais de fonctionnement et une fraction de l'entretien. Elle ne permet aucunement les achats en vue du remeublement du château. Les dons suppléent en partie, la Société des amis de Versailles constituant depuis 1907 une aide précieuse quoique limitée. Soutenu par le secrétaire d'État aux Beaux-Arts André Cornu, Mauricheau-Beaupré bénéficie de quelques fonds supplémentaires et inaugure ce qui deviendra, plus tard, une réalité courante pour Versailles : l'achat sur fonds publics. Par exemple, en 1950, Pierre Verlet note qu'il fait l'acquisition de deux pliants dorés « d'une magnifique sculpture rocaille ».
En 1950, il devient le premier président de la Société des Amis de Port-Royal, association consacrée aux recherches sur le jansénisme et fondée à l'initiative de François Mauriac et Henry de Montherlant. Il occupera ce poste jusqu'à sa mort.
En 1953, Charles Mauricheau-Beaupré part faire une tournée de conférences sur Versailles au Canada. Le 26 avril, il se tue accidentellement sur la route dans la province du Nouveau-Brunswick. Son assistant Gérald Van der Kemp, nommé auprès de lui en octobre 1945, lui succède. Charles Mauricheau-Beaupré est inhumé au cimetière du Père-Lachaise (21e division).
Charles Mauricheau-Beaupré a épousé le 29 avril 1919 à Marseille Amandine Etiennette (dite Minet) Méla (née le 1er octobre 1895 à Marseille et décédée le 5 novembre 1994 à Versailles).

## Distinctions
En 1924, Charles Mauricheau-Beaupré est admis à l'Académie des Sciences morales, des Lettres et des Arts de Versailles. Il en assume la présidence de 1924 à 1944

## Famille
Charles Mauricheau-Beaupré a deux enfants : Jean Mauricheau-Beaupré (1920-1996), mercenaire et Claude Mauricheau-Beaupré (1925-2020), professeur de lettres au lycée de Saint-Cloud et membre de la Société des Amis de Port-Royal.

## Filmographie
- Versailles, palais du soleil (documentaire, France, 1950). Durée : 22 min. Support : 16 mm, N/B. Plusieurs personnes visitent Versailles sous la conduite de Charles Mauricheau-Beaupré, conservateur en chef du musée. Réalisation : Lucette Gaudard. Scénariste : Charles Mauricheau-Beaupré. Production : Films du Sagittaire.